# Mk 92 (система управления огнём)

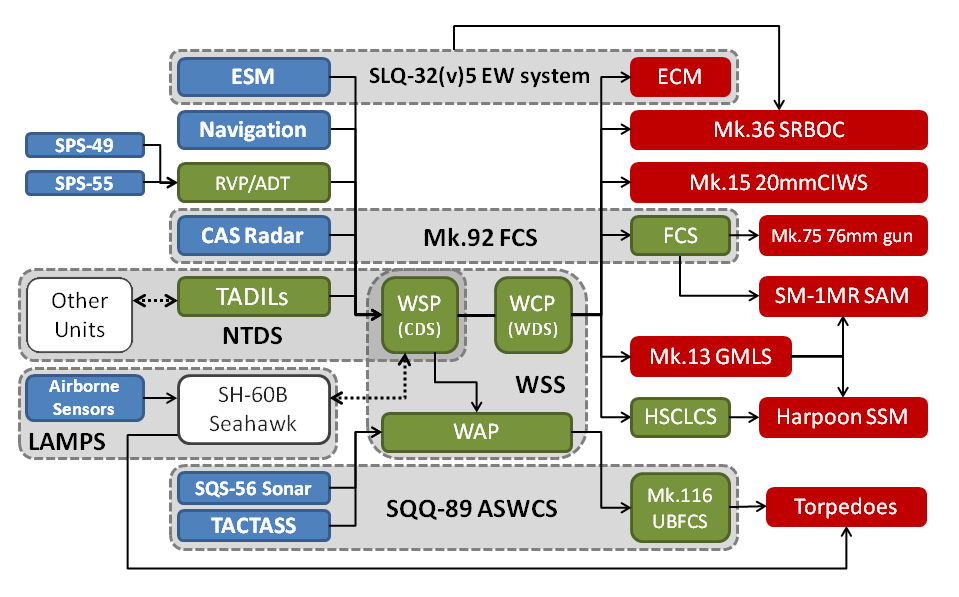
Система управления огнём Mk 92 как составная часть боевых систем фрегата типа «Оливер Перри»

Mk 92 — американская система управления ракетно-артиллерийским вооружением корабля (корабельной артиллерии и зенитных ракет семейства «Стандарт» MR), разработанная для малых кораблей, в числе которых фрегаты типа «Оливер Перри». Является лицензионной американской версией системы WM-25 компании Thales Nederland. Применение системы одобрено в 1975 году, установка на корабли началась в 1978 году, с 1981 года проводились интенсивные исследования по совершенствованию системы, которые привели к созданию модификации Mod 6. Основными элементами системы являются два радара: обзорный 2D-радар с режимом сопровождения во время обзора (обеспечивает два канала управления по надводным целям) и 3D-радар подсветки (обеспечивает один канал управления по воздушным целям), скомпонованные в единую РЛС-систему CAS. В некоторых модификациях дополнительно включается радар STIR, обеспечивающий второй канал по воздушным целям. Система обеспечивает управление 76-мм артиллерийской установкой Mk 75 и пусковой установкой Mk 13.
В США система производилась компаниями Sperry, затем — Unisys и Loral Unisys.

## Радары

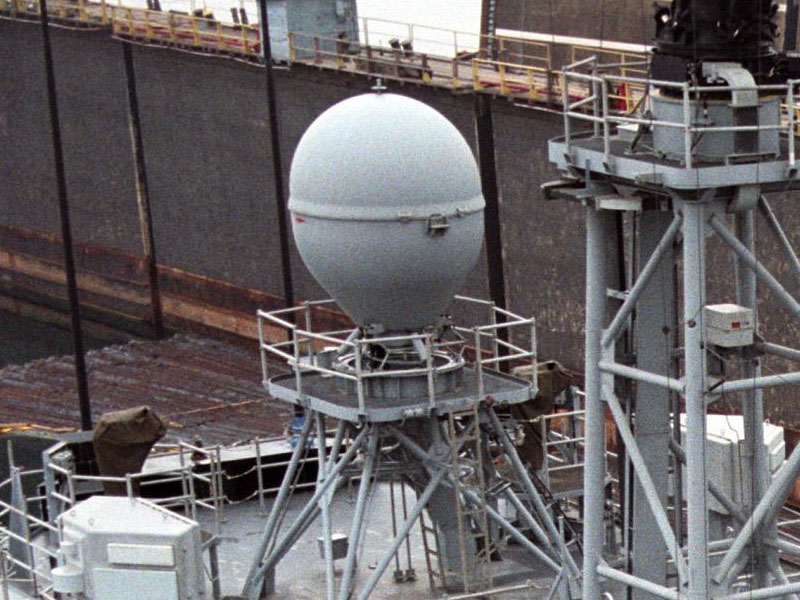
Антенная система CAS

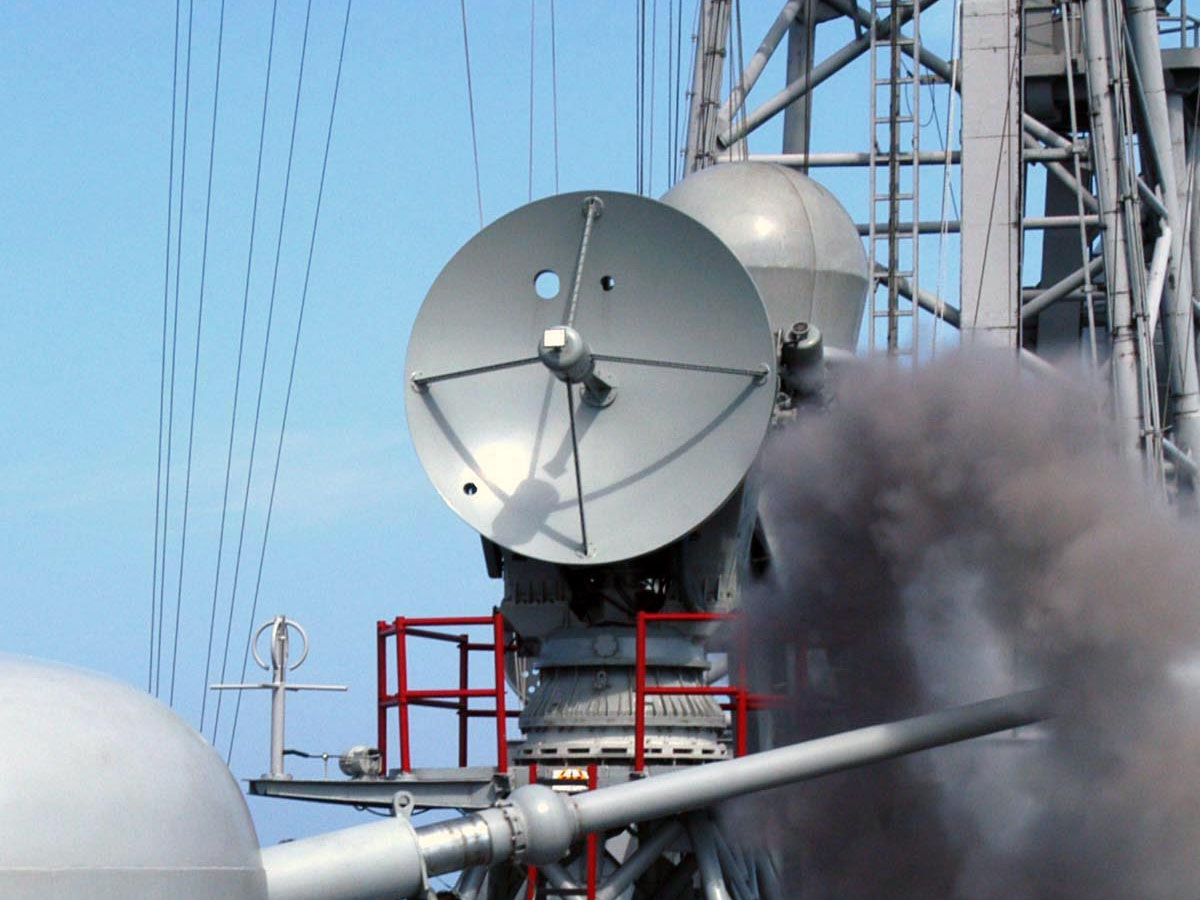
Радар STIR

Целеуказание системе Mk 92 осуществляется корабельным радаром воздушного обзора, радаром обзора поверхности или собственным радаром системы. В зависимости от модели система имеет два или три радара: 
- Антенны первых двух радаров скомпонованы в единый антенный пост, известный под названием CAS (англ. Combined Antenna System, рус. комбинированная антенная система) и расположенный под характерным радиопрозрачным колпаком яйцевидной формы. Эти два радара являются обязательной частью системы Mk 92. Дальность действия обоих радаров — 46 км.
  - Первый радар (его антенна в форме параболического цилиндра находится в нижней части колпака) — двухкоординатная обзорная РЛС, обеспечивающая поиск, сопровождение и подсветку надводных целей. Применяется для управления артиллерийским огнём и наведения зенитных ракет на надводные объекты. В режиме «сопровождение во время обзора» сопровождает одновременно 8 целей, из них 2 — для управления оружием[2].
  - Второй радар (его антенна в виде параболоида вращения расположена в верхней части колпака) — трёхкоординатная РЛС подсветки непрерывного излучения осуществляет сопровождение, подсветку цели и наведение зенитных ракет (или прицеливание артиллерийской установки) на одну воздушную цель.
- Третий радар, трёхкоординатная РЛС подсветки непрерывного излучения, известная под названием STIR (англ.  Separate Target Illumination Radar, рус. отдельный радар подсветки цели), является опционной частью системы. Она разработана на основе радара AN/SPG-60 системы управления артиллерийским огнём Mk 86. Дальность действия радара — 110 км. Обеспечивает наведение зенитной ракеты или прицеливание артиллерийской установки по одной воздушной цели.

## Модификации
- Mk 92 Mod 0 — прототип системы. Обеспечивает управление зенитным ракетным и артиллерийским огнём. Имеет 3 канала: 
  - 1 канал управления зенитным огнём;
  - 2 канала обзора поверхности и сопровождения в процессе обзора.
- Mk 92 Mod 1 — модификация для кораблей береговой охраны США. Не имеет возможности использовать радар STIR и управляет только артиллерийским огнём. Имеет 3 канала: 
  - 1 канал управления зенитным огнём;
  - 2 канала обзора поверхности и сопровождения в процессе обзора.
- Mk 92 Mod 2 — модификация для фрегатов типа фрегатов типа «Оливер Перри». Имеет 4 канала:
  - 2 канала управления зенитным огнём (дополнительный канал обеспечивается радаром STIR с консолью Mk 107);
  - 2 канала обзора поверхности и сопровождения в процессе обзора.
- Mk 92 Mod 5 — модификация для корветов типа «Бадр» ВМС Саудовской Аравии. Имеет 3 канала:
  - 1 канал управления зенитным огнём;
  - 2 канала обзора поверхности и сопровождения в процессе обзора.
- Mk 92 Mod 6 — модернизированная по программе CORT  (англ. Coherent Receiver and Transmitter, рус. когерентный приёмник и передатчик) версия Mod 2, обеспечивающая улучшенный перехват низколетящих противокорабельных ракет[3]. Установлена на 12 фрегатах типа «Оливер Перри», восьми тайваньских фрегатах типа «Чен Кунг» и двух испанских кораблях типа «Санта-Мария». Имеет 4 канала:
  - 2 канала управления зенитным огнём (дополнительный канал обеспечивается радаром STIR с консолью Mk 107);
  - 2 канала обзора поверхности и сопровождения в процессе обзора.

Число каналов системы Mk 92 различных модификаций
| Mod | Каналы перехвата надводных целей | Каналы перехвата воздушных целей (только АУ) | Каналы перехвата воздушных целей (АУ и ЗУР) |
| --- | -------------------------------- | -------------------------------------------- | ------------------------------------------- |
| 0   | 2                                |                                              | 1                                           |
| 1   | 2                                | 1                                            |                                             |
| 2   | 2                                |                                              | 2                                           |
| 5   | 2                                | 1                                            |                                             |
| 6   | 2                                |                                              | 2                                           |

## Снятие с вооружения радара STIR
После того, как в 2003 году ракеты «Стандарт» SM-1 были сняты с вооружения в США, радары STIR были демонтированы с фрегатов типа «Перри». Однако они остались на вооружении кораблей некоторых иностранных государств.

## Установки на кораблях
- Фрегаты типа «Оливер Хазард Перри» (Mod 2, 6)
- Ракетные катера типа «Пегас»  (Mod 1)
- Корабли береговой охраны типа «Гамильтон»  (Mod 1)
- Корабли береговой охраны типа «Феймес»  (Mod 1)
- Корветы типа «Бадр»  (Mod 5)